# Vincent Tulli
Vicent Tulli (Paris, França, 5 de Fevereiro de 1966) é um engenheiro de som francês. Também é ator.